# دیرین‌آوازخوان‌ها
دیرین‌آوازخوان‌ها (نام علمی: Palaeoscinis) (به معنای "پرندگان آوازخوان باستانی") یک سردهٔ منقرض‌شده از پرندگان آوازخوان است که در سال ۱۹۵۷ از میوسن میانی سازند مونتری در سانتا باربارا، کالیفرنیا توصیف شد. به خانواده منقرض‌شده تک‌نماد دیرین‌آوازخوانان (Palaeoscinidae) اختصاص دارد و دارای گونه نماد و تنها گونه P. turdirostris است.